# Almena (condado de Barron, Wisconsin)
Almena es un pueblo ubicado en el condado de Barron en el estado estadounidense de Wisconsin. En el Censo de 2010 tenía una población de 858 habitantes y una densidad poblacional de 10,24 personas por km².

## Geografía
Almena se encuentra ubicado en las coordenadas 45°26′15″N 92°6′25″O / 45.43750, -92.10694. Según la Oficina del Censo de los Estados Unidos, Almena tiene una superficie total de 83.79 km², de la cual 78.86 km² corresponden a tierra firme y (5.88%) 4.93 km² es agua.

## Demografía
Según el censo de 2010, había 858 personas residiendo en Almena. La densidad de población era de 10,24 hab./km². De los 858 habitantes, Almena estaba compuesto por el 98.02% blancos, el 0.12% eran afroamericanos, el 0.58% eran amerindios, el 0.23% eran asiáticos, el 0% eran isleños del Pacífico, el 0.7% eran de otras razas y el 0.35% pertenecían a dos o más razas. Del total de la población el 0.7% eran hispanos o latinos de cualquier raza.